# کورکورورخو
کورکورورخو (به اسپانیایی: Curcurorjo) یک کوه در پرو است. کورکورورخو ۴٬۴۰۰ متر بالاتر از سطح دریا واقع شده‌است.